# Laconia
La Laconia (in greco antico: Λακωνία?, Lakonía) è una regione storica dell'antica Grecia, parzialmente coincidente con l'attuale omonima unità periferica.

## Storia
Capoluogo della Laconia era Sparta, che si ritiene sia stata rifondata nel 1100 a.C., dalle tre tribù doriche, Illei, Panfili e Dimani, dopo la discesa dei Dori nel Peloponneso. Precedentemente era un insediamento arcaico acheo. La città di Sparta fu fondata nel 900 a.C. dal sinecismo di quattro villaggi: Limne, Pitane, Mesoa e Cinosura (inizialmente anche Amicle). Sorse sui resti di Lacedemone, un'antica città abitata dagli Iloti, divenuti in seguito la classe sociale meno agiata del mondo spartano. Tra l'VIII e il VII secolo a.C. Sparta comincia ad espandersi e conquista la Messenia; si allarga anche verso la Cinuria, pianura eternamente contesa tra Sparta e Argo, motivo della loro inimicizia. Nel 700 a.C. si pone Licurgo, mitico legislatore spartano che dà per primo una costituzione alla polis.
In questa regione ebbe sviluppo il dialetto dorico, che fu il più diffuso in tutto il mondo greco. Questa lingua presenta alcune differenze ortografiche rispetto al dialetto attico, meno diffuso ma ritenuto più forbito.
Una parte di essa, la Maina fu una regione politicamente autonoma, persino sotto l'Impero ottomano, continuando la cultura politico-militare dell'antica Sparta.

## Antiche poleis
- Acrea
- Afrodisia
- Asopo
- Augea
- Bea
- Brisee
- Cifanta